# Альмасан
Альмасан (ісп. Almazán) — муніципалітет у провінції Сорія автономного співтовариства Кастилія і Леон в Іспанії. Згідно з переписом 2004 року, населення муніципалітету становить 5755 осіб.

## Історія

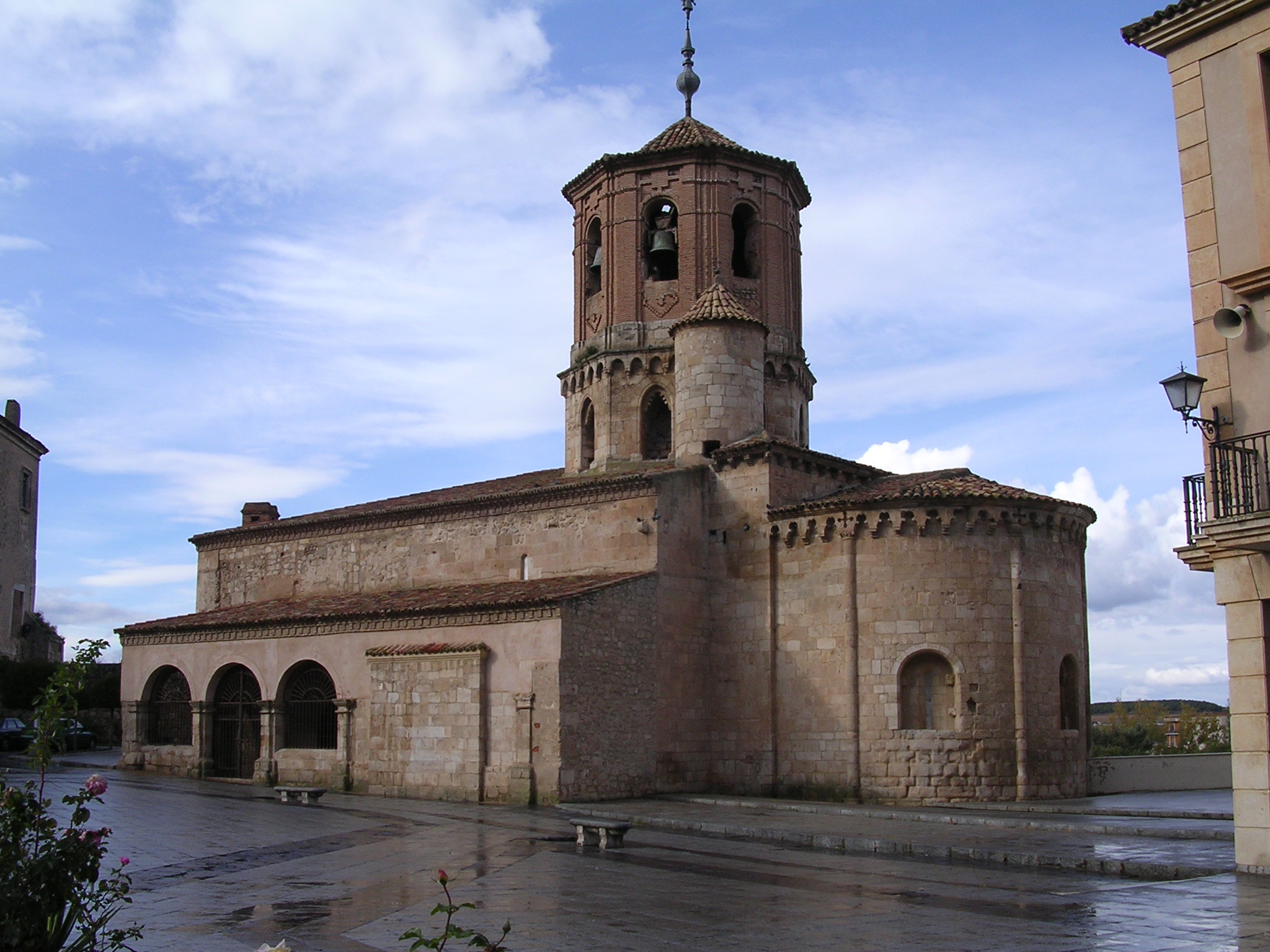
Церква святого Михайла

На початку X століття уздовж річки Дуеро біля Альмасана та Сорії було зведено фортифікаційні укріплення. 1068 року Альмасан у ході Реконкісти завоювали християнські війська леонського короля Альфонса VI, проте незабаром місто знову захопили арабські війська. 1128 року Альмасан був захоплений арагонським королем Альфонсо I, проте після його смерті в 1134 році місто перейшло до володінь кастильського короля Альфонсо VII, який подарував його до єпископів Сігуенси. 1158 року король Санчо III віддав Альмасан у володіння Калатравському ордену. У XII столітті було збудовано церкву святого Михайла. Наприкінці XIII століття розпочалася громадянська війна між королем Санчо IV та претендентом на престол Кастилії Альфонсо де ла Серда. 1305 року, після кількох конфліктів, Альмасан повернувся до володінь Кастильської корони, а 1375 року був укладений остаточний мир між Педро IV, королем Арагону, та Енріке II, королем Кастилії.
Альмасан поділили на два поселення; містом почав керувати мер. 12 березня 1648 року у ньому помер іспанський драматург Тірсо де Моліна.
Під час Піренейської війни 10 липня 1810 року місто було взяте французьким генералом Режіс Бартелемі Мутоном-Дюверне. З падінням «старого порядку» місто стало конституційним муніципалітетом регіону Кастилія-ла-В'єха. За переписом 1842 року в Альмасані було 484 двори та 2400 жителів. У 1850-х роках населення зросло за рахунок приєднаних поселень Фунтелькарро та Техерісас. За переписом 1981 року населення знову зросло за рахунок приєднання Кобертелади та місцевостей Альматіга, Бальюнкар, Коваррубіас та Лодарес-дель-Монте.

## Населення
Станом на 1 січня 2020 року в Альмасані проживають 5477 осіб, з яких 2785 — чоловіки і 2692 — жінки.